# Mario's Time Machine
Mario's Time Machine (La Máquina del Tiempo de Mario) es el primero de 5 videojuegos educativos de Mario lanzados para Super Nintendo. Cada uno de los objetos robados viene con una historia (botón R), y basándose en eso, debe programarse la máquina del tiempo (botón L) para ir a la época correspondiente. Una vez ahí, deberás completar los datos faltantes en la historia, y entregar el objeto a su dueño. Todo esto, sobre la base de entrevistas con personajes famosos; a diferencia de la versión de NES, no hay batallas ni enemigos para vencer. Cuenta con dos finales, dependiendo si las etapas se realizaron o no en el orden correcto. Se lanzó en 1993, solo en Estados Unidos.

## Historia
«Rey Bowser, usando una máquina del tiempo, ha robado los artículos más valiosos que la historia tiene para ofrecer (entre ellos, una manzana). Mario, al enterarse de esto, se las arregla para llegar al museo de Bowser, dentro de su castillo. Mario está decidido a recuperar todos los artefactos robados, antes de que la historia cambie para siempre...». [cita requerida]

## Versiones
La versión de NES tiene un mayor énfasis en las plataformas que las otras dos versiones. A pesar de la presencia de enemigos, Mario no puede perder vidas o incluso sufrir daños, por lo que es imposible obtener un juego. Para obtener un objeto en el museo de Bowser, el jugador juega un minijuego inspirado en Mario Bros. en el que lucha contra Koopa Troopas . El jugador puede usar el Timulator y viajar a uno de los catorce periodos de tiempo seleccionables. A diferencia de las otras versiones, al jugador no se le dice explícitamente en qué período de tiempo se originó el artefacto. En cambio, se anima al jugador a explorar los períodos de tiempo y obtener pistas, ya sea de habitantes locales o de bloques de mensajes. Una vez que el jugador descubre el objeto que pertenece en ese período de tiempo, puede colocar el objeto en su lugar original. Una vez que se han devuelto todos los objetos, el jugador tiene la tarea de responder tres preguntas aleatorias de opción múltiple relacionadas con los períodos históricos visitados. Responder las preguntas correctamente conducirá al jugador a la pelea final del jefe con Bowser. El jugador gana el juego luego de la derrota de Bowser.